# Literatura hebraica
A literatura hebraica consiste em obras antigas, medievais e modernas escritas na língua hebraica. É uma das formas primordiais da literatura judaica, embora haja casos em que os textos foram escritos em hebraico por não-judeus. A literatura hebraica foi produzida em diferentes partes do mundo ao longo das eras medieval e moderna, enquanto a literatura hebraica contemporânea é, em grande parte, literatura israelense. Em 1966, Agnon ganhou o Prêmio Nobel de Literatura por romances e contos que empregam uma mistura única do hebreu bíblico, talmúdico e moderno, tornando-o o primeiro escritor hebreu a receber este prêmio.

## Idade antiga
A literatura em hebraico começa com a literatura oral do Leshon HaKodesh (לֶשׁוֹן הֲקוֹדֶשׁ), " A Língua Sagrada", desde os tempos antigos e com os ensinamentos de Abraão, o primeiro dos patriarcas bíblicos de Israel, 2000 a.C. Ademais, a obra mais importante da literatura hebraica antiga é a Bíblia Hebraica (Tanakh).
O Mishná, compilou cerca de 200 EC, ele é o código de leis rabino primário derivado da Torá. Ele foi escrito em hebreu mishnaico, mas a maioria dos comentários nele foram escritos, em sua maioria em Aramaico. Várias obras da clássica midrash foram escritos em hebraico.

## Idade média
Durante o período medieval, a maior parte da literatura judaica e hebraica foi composta no norte islâmico da África, Espanha, Palestina e Oriente Médio. Muitas obras da literatura filosófica medieval, como Guide to the Perplexed [Guia dos Perplexos] de Maimonides e O Kuzari, bem como muitas obras de ficção, foram escritas em árabe-judaico. A literatura rabínica era escrita geralmente em hebraico, incluindo: Comentários da Torá de  Abraham ibn Ezra, Rashi e outros; codificações da lei judaica, como a Mishneh Torá de Maimônides, o Arba'ah Turim e o Shulchan Aruch; e textos da literatura Mussar (literatura ética didática), como Chovot ha-Levavot (Os deveres do coração) de Bahya ibn Paquda. Uma das obras de ficção que foi escrita em hebraico foram as "fábulas de raposa" de Berechiah ben Natronai ha-Nakdan, fábulas hebraicas que se assemelham às fábulas de Esopo.
A maior parte da poesia judaica medieval foi escrita em hebraico, incluindo o piyyut litúrgico escrito na Palestina nos séculos VII e VIII por Yose ben Yose, Yanai e Eleazar Kalir. Esses poemas foram acrescentados à liturgia hebraica. Esta liturgia foi compilada em forma de livro como "o sidur" por rabinos, incluindo Amram Gaon e Saadia Gaon. Posteriormente, poetas espanhóis, italianos e provençais escreveram poemas religiosos e seculares; poetas particularmente proeminentes foram Salomão ibne Gabirol,Yehuda Halevi e Yehuda al-Harizi. A maioria também traduzia ativamente a literatura rabínica e secular judaica do árabe para o hebraico
Há apenas um poema hebraico de uma mulher genuíno para o período medieval (e é o primeiro e o último por alguns séculos): composto pela esposa de Dunash ben Labrat, ele lamenta a partida de Dunash para o exílio.

## Idade moderna
Além de escrever literatura rabínica tradicional em hebraico, os judeus modernos desenvolveram novas formas de ficção, poesia e redação, que são tipicamente chamadas de "Literatura Hebraica Moderna".

### Século XVIII
No início do século XVIII, a literatura judaica ainda era dominada por autores sefarditas, muitas vezes escrevendo em árabe-judaico. O drama alegórico de Moses Hayyim Luzzatto, "La-Yesharim Tehillah" (1743), pode ser considerado como a primeira produção da literatura hebraica moderna e tem sido referido como “um poema que em sua perfeição clássica de estilo perde apenas para a Bíblia.” O aluno de Luzzatto em Amsterdã, David Franco Mendes (1713-1792), em suas imitações de Jean Racine ("Gemul 'Atalyah") e de Metastasio ("Yehudit"), deu continuidade a seu trabalho, agora, como mestre, embora suas obras não sejam tão respeitadas como antes eram as de Luzzatto.
Mais tarde, no século XVIII, o movimento Haskalah (iluminismo judaico) trabalhou para alcançar a emancipação política dos judeus na Europa, e os judeus europeus gradualmente começaram a produzir mais literatura nos moldes dos primeiros autores judeus do Oriente Médio. A tradução de Moisés Mendelssohn da da Bíblia Hebraica para o alemão inspirou interesse pela língua hebraica que levou à fundação de uma revista trimestral escrita em hebraico. Outros periódicos se seguiram. Poesias como a de Naphtali Hirz Wessely , como " Shire Tif'eret " ou " Mosiade ", tornou Wessely, por assim dizer, o poeta laureado do período.

### Século XIX
Na Galiza durante o século XIX, poetas, estudiosos e escritores populares que contribuíram para a disseminação do hebraico e para a emancipação dos judeus da Galiza incluem:
- Joseph Perl (1773–1839), escritor e educador que, em 1819, publicou Revealer of Secrets (Segredos revelados), o primeiro romance hebraico.[6]
- Nachman Krochmal (1785-1840), um filósofo, teólogo e historiador.
- Solomon Judah Loeb Rapoport (1790-1867), um rabino, poeta e biógrafo
- Isaac Erter (1792-1841), um poeta satírico cuja coleção de ensaios, "Ha-Tzofeh le-Bet Yisrael", é uma das obras mais puras da literatura hebraica moderna, atacando superstições e preconceitos hassídicos em um estilo clássico e vigoroso.
- Meir Halevy Letteris (1800-1871), um poeta lírico também conhecido por sua adaptação do Fausto de Goethe para o hebraico.

Em Amsterdã, um círculo de artistas literários de língua hebraica que surgiu no século XIX, incluia o poeta Samuel Molder (1789-1862). Praga tornou-se um centro ativo da Haskalá no século XIX, e o mais conhecido entre os escritores da Haskalá foi Jehudah Loeb Jeiteles (1773-1838), autor de epigramas espirituosos ("Bene ha-Ne'urim") e de obras dirigidas contra o hassidismo e contra a superstição. Na Hungria, os autores da língua hebraica incluindo Solomon Lewison of Moor (1789-1822), autor de "Melitzat Yeshurun" ;Gabriel Südfeld, poeta e pai de Max Nordau; e o poeta Simon Bacher. Um notável autor judeu na Romênia durante o século XIX foi o médico e escritor Julius Barasch.
Os judeus italianos do século XIX que escreveram em hebraico incluem I. S. Reggio (1784-1854), Joseph Almanzi, Hayyim Salomon, Samuel Vita Lolli (1788-1843). Outra figura digna de nota foi Rachel Morpurgo (1790-1860), que foi uma das poucas escritoras do movimento Haskalá, e cujos poemas foram descritos como: caracterizados por " uma piedade religiosa e uma fé mística no futuro de Israel." O escritor italiano mais conhecido foi Samuel David Luzzatto (1800-1865) foi o primeiro escritor moderno a introduzir o romantismo religioso no hebraico e a atacar o racionalismo do norte em nome do sentimento religioso e nacional.
Escritores hebraicos proeminentes no Império Russo no século XIX incluem:
- O poeta e matemático Jacob Eichenbaum (1796-1861)
- O líder da Haskalah Isaac Baer Levinsohn
- Kalman Schulman (1826-1900), que introduziu a forma romântica no hebraico
- O poeta romântico Micah Joseph Lebensohn (1828-1852)
- O autor lituano Mordecai Aaron Ginzburg, conhecido como “o pai da prosa”
- O poeta lituano Abraham Baer Lebensohn, conhecido como " o pai da poesia ", cujos poemas "Shire Sefat Kodesh" foram extraordinariamente bem-sucedidos.
- Abraham Mapu (1808–1867), o criador do romance hebraico, cujo romance histórico "Ahabat Tziyyon"	exerceu uma importante influência no desenvolvimento do hebraico.

O poeta Judah Leib Gordon, também conhecido como "Leon Gordon" (1831-1892), foi um famoso poeta satírico que foi caracterizado como "um inimigo implacável dos rabinos".

### Século XX
A medida que o assentamento sionista na Palestina se intensificava no início do século XX, o hebraico tornou-se a língua compartilhada por várias comunidades de imigrantes judeus juntamente aos judeus palestinos nativos do Antigo Yishuv, que continuaram as tradições literárias de escritores sefarditas e árabes-judeus anteriores, como Maimônides (Moshe ibn Maimoun) e al-Harizi. Eliezer Ben-Yehuda, em particular, trabalhou para adaptar o hebraico às necessidades do mundo moderno, recorrendo a fontes hebraicas de todos os períodos e localidades para desenvolver uma linguagem que fosse além do sagrado e poético e fosse capaz de articular a experiência moderna.
Com a ascensão do movimento sionista entre os judeus na Europa, os judeus Ashkenazi abraçaram a literatura hebraica e começaram a dominá-la pela primeira vez. As bases da escrita israelense moderna foram lançadas por um grupo literário pioneiro da Segunda Aliá, incluindo Shmuel Yosef Agnon, Moshe Smilansky, Yosef Haim Brenner, David Shimoni e Jacob Fichman. Hayim Nahman Bialik (1873–1934)  que foi um poeta hebreu pioneiro da modernidade e veio a ser reconhecido como o poeta nacional de Israel. Bialik contribuiu significativamente para o renascimento da língua hebraica, que antes dele existia principalmente como uma língua antiga, erudita ou poética. Bialik, como outras grandes figuras literárias da primeira metade do século XX, tal qual Ahad Ha-Am e Tchernichovsky, passou seus últimos anos de vida em Tel Aviv e exerceu uma enorme influência sobre jovens escritores hebreu. O impacto de seu trabalho é visível por toda literatura hebraica moderna.
Paralelamente, vários escritores judeus palestinos e levantinos foram influenciados pelo ressurgimento da literatura hebraica e adotaram o hebraico em seus escritos. Em contraste com as experiências de pioneiros como Bialik, que eram imigrantes Ashkenazi da Europa, os escritores judeus levantinos foram educados nas tradições literárias árabes e, portanto, incorporaram muitos temas árabes, sefarditas e vernáculos palestinos e elementos linguísticos em seus escritos.
O romancista Yehuda Burla, nascido em Jerusalém em 1886, serviu no exército otomano e mais tarde ensinou hebraico e árabe em Damasco. Em 1961, ele foi agraciado com o Prêmio Israel de literatura. O romancista Yitzhaq Shami era um judeu palestino nativo de Hebron, e sua obra - a qual foi escrita da perspectiva de judeus de língua árabe, palestinos e muçulmanos - incorporava diversos temas árabes, sefarditas e do Oriente Médio. Shami ocupa um lugar relativamente único na literatura hebraica, já que sua escrita também é reconhecida como literatura palestina; em 2004, Shami foi reconhecido pela Sociedade Acadêmica Palestina como um dos escritores palestinos influentes.
Em 1966, Agnon ganhou o Prêmio Nobel de Literatura por romances e contos que empregam uma mistura única de hebraico bíblico, talmúdico e moderno. Os tradutores literários do hebraico moderno, mais notavelmente Leah Goldberg entre outros, também contribuíram muito para a literatura hebraico-israelense trazendo literatura internacional e figuras literárias para os círculos hebraicos por meio da tradução. A própria Goldberg também foi conhecida por ser uma escritora prolífica e também pioneira na literatura infantil israelense.

## Idade contemporânea
Uma nova geração de escritores hebreus emergiu com o estabelecimento do Estado de Israel em 1948. Essa nova geração incluía os romancistas Aharon Megged, Nathan Shaham e Moshe Shamir,  e os poetas  Yehudah Amichai, Amir Gilboa e Haim Gouri. |Os romances My Michael [Meu Michael](1968) e Black Box [Caixa preta] (1987) escritos por Amos Oz e The Lover [O amante] (1977) e Mr. Mani (1990) escritos por A. B. Yehoshua descrevem a vida no novo estado. Essas obras também exploram tópicos como o conflito entre pais e filhos e a rejeição de alguns ideais outrora sagrados do Judaísmo e do Sionismo. Muitos escritores hebreus no final do século XX trataram do Holocausto, das questões femininas e do conflito entre israelenses e árabes. Outro tópico era a tensão entre judeus de origem europeia, os asquenazim, e os judeus de origem mediterrânea e do Oriente Médio, os mizrahim e os sefarditas. Em 1986, o autor palestino-israelense Anton Shammas publicou o romance hebraico "Arabesques", deixando um marco com a primeira grande obra da literatura hebraica escrita por um israelense não-judeu. O romance de Shammas foi traduzido para várias línguas estrangeiras.
Os autores do hebraico moderno incluem Ruth Almog, Aharon Appelfeld, David Grossman, Amalia Kahana-Carmon, Etgar Keret, Savyon Liebrecht, Sami Michael, Yaakov Shabtai, Meir Shalev e Zeruya Shalev. Autores israelenses contemporâneos cujas obras foram traduzidas para outras línguas e alcançaram reconhecimento internacional são Ephraim Kishon, Yaakov Shabtai, A. B. Yehoshua, Amos Oz, Irit Linur, Etgar Keret and Yehoshua Sobol. Hebrew poets include David Avidan, Maya Bejerano, Erez Biton, Dan Pagis, Dalia Ravikovitch, Ronny Someck, Meir Wieseltier e Yona Wallach. Na década de 2010, milhares de novos livros são publicados em hebraico a cada ano, tanto traduções de outras línguas quanto obras originais de autores israelenses.